# بلو پویه (گورنگی میلانوواتس)
بلو پویه (به صربی: Belo Polje) یک منطقهٔ مسکونی در صربستان است که در ناحیه موراویتسا واقع شده‌است. بلو پویه ۲۵۶ نفر جمعیت دارد.